# Nikola Zrinski (författare)

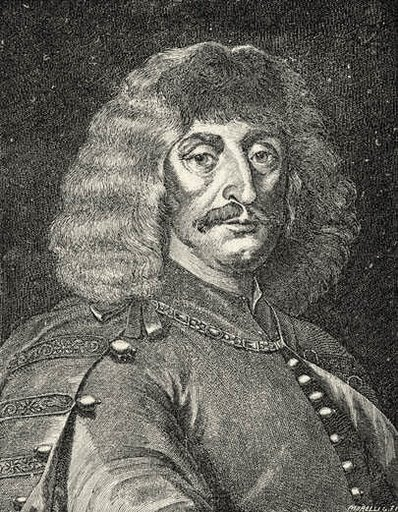
Nikola Zrinski.

Nikola VII Zrinski (ungerska: Miklós Zrínyi), född 1 maj 1620 i Ozalj, död 18 november 1664 i Kuršanec, var en ungersk-kroatisk greve, krigare och skald, sonsons son till Nikola Šubić Zrinski, bror till Petar Zrinski.
Zrinski stred mot svenskarna i Mähren 1645. Senare kämpade han mot Georg I Rákóczy och turkarna. Han utnämndes till ban av Kroatien 1647. Han besegrade turkarna vid Osijekbron. På grund av sina segrar över turkarna åtnjöt han ett utomordentligt anseende och erhöll många hedersbetygelser, bland annat Gyllene skinnets orden. I motsats till Raimondo Montecuccolis metodiska krigföring använde Zrinski gerillakrigets stridssätt.
Zrinski besatt en omfattande bildning, varom vittnar bland annat, att han talade tyska, kroatiska, ungerska, turkiska och latin. Under titeln Az Adriai tengernek szirenája (Adriatiska havets sirener; 1651) publicerades hans arbeten, däribland den ungerska litteraturens första epos, Szigeti veszedelem (Szigets belägring), i vilken han under inflytande av Vergilius och Torquato Tasso besjöng sina förfäders bedrifter.